# Dawen Xiang
Dawen Xiang (kinesiska: 大文, 大文乡) är en socken i Kina. Den ligger i provinsen Yunnan, i den sydvästra delen av landet, omkring 330 kilometer sydväst om provinshuvudstaden Kunming. Antalet invånare är 20 908. Befolkningen består av 9 925 kvinnor och 10 983 män. Barn under 15 år utgör 17,0 %, vuxna 15-64 år 75 %, och äldre över 65 år 6,0 %.
Genomsnittlig årsnederbörd är 1 446 millimeter. Den regnigaste månaden är juli, med i genomsnitt 410 mm nederbörd, och den torraste är februari, med 5 mm nederbörd.